# Cathayia
Cathayia is een geslacht van vlinders van de familie snuitmotten (Pyralidae), uit de onderfamilie Galleriinae.

## Soorten
- C. insularum (Speidel & Schmitz, 1991)
- C. obliquella Hampson, 1901
- C. purpureotincta Hampson, 1917